# Gefährliches Halbwissen
Gefährliches Halbwissen ist ein Musikalbum der Hamburger Hip-Hop-Gruppe Eins Zwo. Es erschien am 8. Mai 1999 auf dem Plattenlabel Yo Mama.

## Musikstil
Das Album wird dem Genre des Deutschrap zugerechnet und wurde vor allem wegen Dendemanns „Reibeisenstimme“ und seiner von zahlreichen Wortspielen geprägten Raps bekannt.

## Entstehungsgeschichte
Als Singles wurden die Stücke Hand auf's Herz und Danke Gut ausgekoppelt. Im Musikvideo zur Single Hand aufs Herz parodierte das Duo die für Prügeleien der Gäste bekannte Talkshow The Jerry Springer Show. So traten im Video neben Dendemann und DJ Rabauke unter anderem Fünf Sterne deluxe, Fettes Brot, Jan Delay, Fischmob  und weitere Mitglieder der Mongo Clikke auf.

## Titelliste
1. Intro – 1:39
2. Arbeitstitel: Aller Achtung – 3:13
3. Liebes Logbuch – 3:07
4. Danke Gut – 3:49
5. Eins Zwo mit Das Bo – Zu laut! – 4:14
6. Vogelperspektive – 2:34
7. Die Omi aus dem 1. Stock – 4:33
8. Eins Zwo mit Nico Suave – Sternzeichen Krebs – 4:33
9. Frohes Neues – 3:46
10. Technique mit Ferris MC – 2:54
11. Mitarbeiter des Monats – 4:49
12. Eins Zwo mit Tone & DJ Cullmann – Four Black Quarters – 4:15
13. Eins Zwo mit Samy Deluxe & Falk – Wort drauf – 4:46
14. Hand auf's Herz – 4:28
15. Schön, daß es euch gibt – 3:58
16. Outro – 1:30

## Veröffentlichungen und Charterfolge
Das Album stieg am 17. Mai 1999 in die deutschen Alben-Charts ein und verblieb dort 20 Wochen bis zum 3. Oktober 1999. Die höchste erreichte Chart-Position war Platz 10.

## Rezeption
Im Erscheinungsmonat wurde Gefährliches Halbwissen in der Musikzeitschrift Juice zum Album des Monats gewählt.
Daniela Meixner urteilte in ihrer Kritik für laut.de:

„Abwechselungsreicher deutscher Hip Hop, der gar nicht »zu laut« sein kann.“

Auch das Musikmagazin De:Bug bewertete das Album positiv:

„Allein die Arbeit die es macht gegen den sich langsam zur Seuche entwickelnden Mainstream so zu verhalten daß keiner wirklich sauer ist, weil sich das sowenig lohnt wie Kriegführen, ist beachtlich, aber Eins Zwo rockt einfach.“

Die Schriftstellerin Ariane Barth bemerkte in der 2001 vom Spiegel veröffentlichten Artikelserie HipHop-Kultur, das Album habe einen „unerklärlichen Zauber, der auf so gut wie jeden Musikkritiker wirkte.“